# حسین الموسوی
حسین الموسوی (عربی: حسين الموسوي؛ زاده ۱۱ ژوئیهٔ ۱۹۸۸) یک بازیکن فوتبال ایرانی_کویتی است.
وی همچنین در تیم ملی فوتبال کویت بازی کرده است.